# Eclipse solar de 13 de novembro de 2012

Animação mostrando as regiões do planeta atingidas pelo eclipse

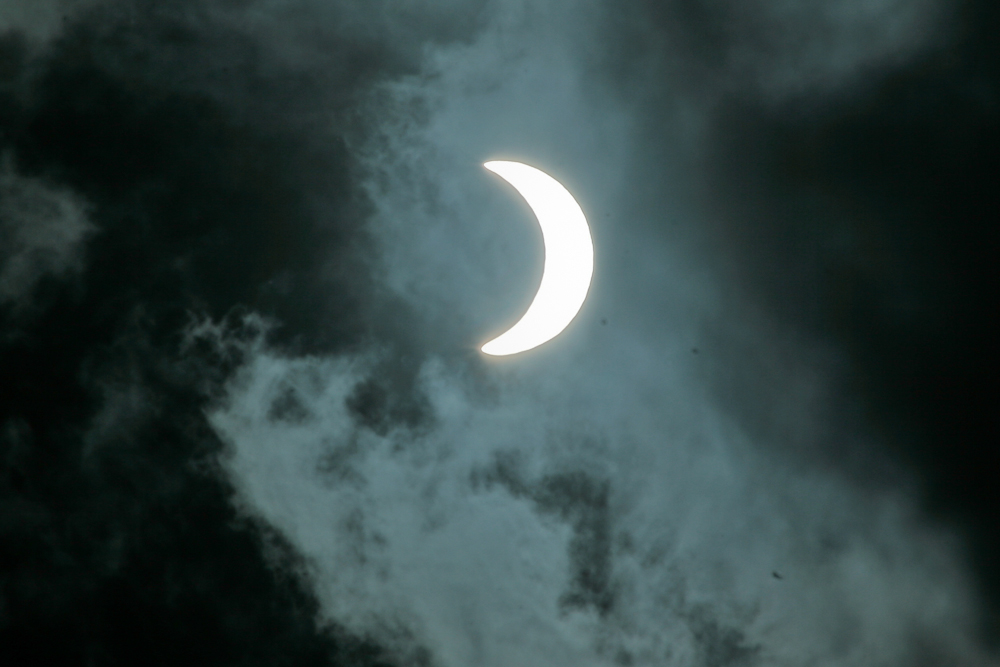
Fase parcial do eclipse visto de Tauranga, Nova Zelândia

O eclipse solar de 13 de novembro de 2012 foi um eclipse total visível na Austrália e no sul do Oceano Pacífico, apresentando magnitude 1,05. É o 45.° eclipse solar da série Saros 133.
Ocorreu de 13 a 14 de novembro de 2012 (UTC). Como ele cruzou a linha de data internacional, começou no horário local em 14 de novembro a oeste da linha de data sobre o norte da Austrália e terminou na hora local em 13 de novembro a leste da linha de data perto da costa oeste da América do Sul. Sua maior magnitude foi 1,0500, ocorrendo apenas 12 horas antes do perigeu (Perigeu em 14 de novembro de 2012 às 10h11min48 UTC), com a maior totalidade do eclipse durando pouco mais de quatro minutos. Um eclipse solar ocorre quando a Lua passa entre a Terra e o Sol, obscurecendo assim total ou parcialmente a imagem do Sol para um observador na Terra. Um eclipse solar total ocorre quando o diâmetro aparente da Lua é maior que o do Sol, bloqueando toda a luz solar direta, transformando o dia em escuridão. A totalidade ocorre em um caminho estreito na superfície da Terra, com o eclipse solar parcial visível sobre uma região circundante com milhares de quilômetros de largura.

Foi o 45º eclipse do 133º ciclo de Saros, que começou com um eclipse parcial em 13 de julho de 1219 e terminará com um eclipse parcial em 5 de setembro de 2499.

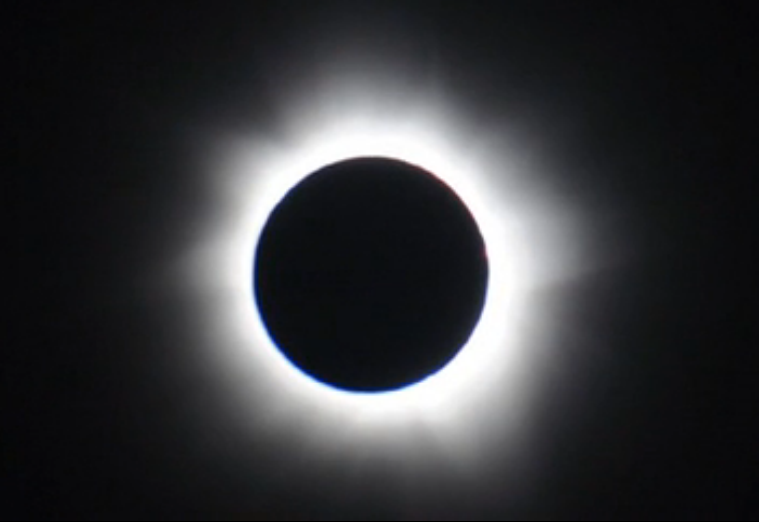
Fase total do eclipse visto do norte da Austrália